# Jérémy Monnier
Pour les articles homonymes, voir Monnier.
 (juin 2016).
Jérémy Monnier, né le 5 mai 1989 à Pontarlier (Doubs), est un tireur français à la carabine 10 et 50 mètres.
Il fut notamment champion d'Europe junior en 2007 et 2009, et champion du monde universitaire en 2010. Sélectionné aux Jeux olympiques d'été de 2012 à Londres et de Rio de Janeiro en 2016, il a représenté la France à la carabine 10 mètres et 50 mètres. Il est licencié à la société de tir de Pontarlier.

## Palmarès

### Jeux olympiques
- 38e à l'issue des qualifications à 10 m (Rio de Janeiro, 2016)
- 39e à l'issue des qualifications aux 60 balles couché (Rio de Janeiro, 2016)
- 26e à l'issue des qualifications à 10 m (Londres, 2012)

### Coupes du monde
- 5e à la coupe du monde 10 m (Changwon, 2009)
- 8e à la coupe du monde 10 m (Belgrade, 2010)
- 8e à la coupe du monde 10 m (Changwon, 2011), obtention d'un quota olympique

### Championnats du monde
- Champion du monde Universitaire 3 x 40 (Wroclaw (Pologne), 2010)
- Vice-champion du monde universitaire 60 balles couché (Pékin, 2008)
- 3e aux championnats du monde universitaire 10 m (Pékin, 2008)
- 3e aux championnats du monde universitaire 10 m (Wroclaw (Pologne), 2010)
- 4e aux championnats du monde universitaire 3 x 40 (Pékin, 2008)
- 6e aux championnats du monde 10m par équipe (Munich}, 2010)
- 13e aux championnats du monde junior 3 x 40 (Zagreb, 2006)

### Championnats d'Europe
- Vice-champion d'Europe 10 m par équipe (Vierumaeki, 2012)
- 5e aux championnats d'Europe 10 m (Vierumaeki, 2012)
- Champion d'Europe junior 3 x 40 (Grenade, 2007)
- Champion d'Europe junior 10 m (Prague, 2009)
- Vice-champion d'Europe 10 m junior par équipe (Prague, 2009)
- 3e aux championnats d'Europe junior 3 x 40 (Plzen, 2008)
- 3e aux championnats d'Europe 10 m junior par équipe (Winterthour, 2008)
- 5e aux championnats d'Europe 10 m junior (Winterthour, 2008)

### Universiade
- 2e par équipe au 3x40 (Shenzen, 2011)
- 5e au 3x40 (Shenzen, 2011)
- 5e au 10m (Shenzen, 2011)

## Records
- 10 m : 597
- 10 m après finale : 699,9 (détenteur du record de France junior avec 698,1)
- Couché  : 595
- Couché après finale : 696,8
- 3 x 40 : 1176 (détenteur du record de France junior avec 1168)
- 3 x 40 après finale : 1264,0 (détenteur du record de France junior avec 1263,4)

## Note et référence
1. ↑  « Jérémy Monnier », sur fftir.org (consulté le 8 juin 2016).